# Episodi di Gentleman Jack - Nessuna mi ha mai detto di no (prima stagione)
La prima stagione della serie televisiva Gentleman Jack - Nessuna mi ha mai detto di no (Gentleman Jack), composta da otto episodi, è stata trasmessa sul canale statunitense via cavo HBO dal 22 aprile al 10 giugno 2019, mentre nel Regno Unito è andata in onda sul canale BBC One dal 19 maggio al 7 luglio dello stesso anno.
In Italia, la stagione è andata in onda in prima visione su LaF, canale satellitare a pagamento della piattaforma Sky, dal 26 marzo al 16 aprile 2021.
| n° | Titolo originale                             | Titolo italiano                    | Prima TV USA   | Prima TV Italia |
| -- | -------------------------------------------- | ---------------------------------- | -------------- | --------------- |
| 1  | I Was Just Passing                           | Ero solo di passaggio              | 22 aprile 2019 | 26 marzo 2021   |
| 2  | I Just Went There to Study Anatomy           | Per studiare anatomia              | 29 aprile 2019 | 26 marzo 2021   |
| 3  | Oh Is That What You Call It?                 | È così che chiamate quelle cose?   | 6 maggio 2019  | 2 aprile 2021   |
| 4  | Most Women Are Dull and Stupid               | Le donne sono noiose e stupide     | 13 maggio 2019 | 2 aprile 2021   |
| 5  | Let's Have Another Look at Your Past Perfect | Uno sguardo al trapassato prossimo | 20 maggio 2019 | 9 aprile 2021   |
| 6  | Do Ladies Do That?                           | Le signore fanno questo?           | 27 maggio 2019 | 9 aprile 2021   |
| 7  | Why've You Brought That?                     | Perché te lo sei portato?          | 3 giugno 2019  | 16 aprile 2021  |
| 8  | Are You Still Talking?                       | Stai ancora parlando?              | 10 giugno 2019 | 16 aprile 2021  |

## Ero solo di passaggio
- Titolo originale: I Was Just Passing
- Diretto da: Sally Wainwright
- Scritto da: Sally Wainwright

### Trama
- Altri interpreti: Dexter Hughes (Henry Hardcastle), Joel Morris (William Hardcastle), Rocco Haynes (Billy Hardcastle), Natalie Gavin (Alice Hardcastle), Wim Snape (William Bell), Stephanie Cole (zia Ann Walker), Thomas Howes (John Booth), John Tueart (viaggiatore), Albane Courtois (Eugénie), Ben Hunter (Joseph Booth), Jessica Baglow (Hemingway), Roxanne Waite (signorina Briggs), Sarah Durham (signora Briggs), James Quinn (signor Briggs), Jodhi May (Vere Hobart), Andrew Watson (Capitano Donald Cameron), Daniel Weyman (dott. Kenny), Dale Hooley (Jonathan Mallinson), Anthony Flanagan (Sam Sowden), Kelvin Cantwell (Benjamin Bottomley), Lydia Leonard (Mariana Lawton), Peter Davison (William Priestley), Saul Marron (James Mackenzie).
- Ascolti USA: telespettatori 441 000 – rating 18-49 anni 0,11%[4]
- Ascolti UK: telespettatori 6 700 000[5]

## Per studiare anatomia
- Titolo originale: I Just Went There To Study Anatomy
- Diretto da: Sally Wainwright
- Scritto da: Sally Wainwright

### Trama
- Altri interpreti: Saul Marron (James Mackenzie), Luis Soto (Georges Cuvier), Ben Hunter (Joseph Booth), Albane Courtois (Eugénie), Thomas Howes (John Booth), Jessica Baglow (Hemingway), George Costigan (James Holt), Vincent Franklin (Christopher Rawson), Hugh Stubbins (segretario), Shaun Dooley (Jeremiah Rawson), Rocco Haynes (Billy Hardcastle), Joel Morris (William Hardcastle), Natalie Gavin (Alice Hardcastle), Dexter Hughes (Henry Hardcastle), Jennifer Matter (signora Barlow), Maizie McDonagh (Charlotte Booth), Matilda Holt (Martha Booth), Niamh Hustler (Hannah Booth), Emma Paetz (Catherine Rawson), Daniel Betts (Hinscliffe), Andrew Watson (Capitano Donald Cameron), Jodhi May (Vere Cameron), Michael Sheldon (vicario).
- Ascolti USA: telespettatori 437 000 – rating 18-49 anni 0,11%[6]
- Ascolti UK: telespettatori 5 880 000[5]

## È così che chiamate quelle cose?
- Titolo originale: Oh Is That What You Call It?
- Diretto da: Sarah Harding
- Scritto da: Sally Wainwright

### Trama
- Altri interpreti: Lucy Briers (signora Stansfield Rawson), Daisy Edgar-Jones (Delia Rawson), Saul Marron (James Mackenzie), Thomas Howes (John Booth), Ben Hunter (Joseph Booth), Albane Courtois (Eugénie), Jessica Baglow (Hemingway), Maizie McDonagh (Charlotte Booth), Niamh Hustler (Hannah Booth), Matilda Holt (Martha Booth), Steve Evets (signor Pickels), Anthony Flanagan (Sam Sowden), Felix Johnson (Dick), Shaun Dooley (Jeremiah Rawson), Tilly Kaye (Amy Sowden), Lucy Black (Mary Sowden), Mason Sutcliffe (Alf Sowden), Vincent Franklin (Christopher Rawson), Daniel Coll (impiegato di banca), Bruce Alexander (signor Parker), Peter Davison (William Priestley).
- Ascolti USA: telespettatori 338 000 – rating 18-49 anni 0,08%[7]
- Ascolti UK: telespettatori 5 700 000[5]

## Le donne sono noiose e stupide
- Titolo originale: Most Women Are Dull and Stupid
- Diretto da: Sarah Harding
- Scritto da: Sally Wainwright

### Trama
- Altri interpreti: Peter Davison (William Priestley), Stephanie Cole (zia Ann Walker), Michael D. Xavier (dott. Steph Belcombe), Lydia Leonard (Mariana Lawton), Rupert Vansittart (Charles Lawton), Wim Snape (William Bell), Albane Courtois (Eugénie), Steve Evets (signor Pickels), Ben Hunter (Joseph Booth), Lucy Black (Mary Sowden), Thomas Howes (John Booth), Shaun Dooley (Jeremiah Rawson), George Costigan (James Holt), Bruce Alexander (signor Parker), Saul Marron (James Mackenzie), Daisy Edgar-Jones (Delia Rawson), Emma Paetz (Catherine Rawson), Sylvia Syms (signora Rawson), Vincent Franklin (Christopher Rawson), David Bardsley (signor Stansfield Rawson), Lucy Briers (signora Stansfield Rawson), Amy James-Kelly (Suzannah Washington), Emma Wrightson (Eliza Washington), Mason Sutcliffe (Alf Sowden), Tilly Kaye (Amy Sowden).
- Ascolti USA: telespettatori 427 000 – rating 18-49 anni 0,14%[8]
- Ascolti UK: telespettatori 5 940 000[5]

## Uno sguardo al trapassato prossimo
- Titolo originale: Let's Have Another Look at Your Past Perfect
- Diretto da: Jennifer Perrott
- Scritto da: Sally Wainwright

### Trama
- Altri interpreti: Brendan Patricks (reverendo Thomas Ainsworth), Peter Davison (William Priestley), Elle McAlpine (Harriet Parkhill), Joe Mihranian (Harry), Saul Marron (James Mackenzie), Ben Hunter (Joseph Booth), Albane Courtois (Eugénie), Vincent Franklin (Christopher Rawson), Lucy Black (Mary Sowden), Tilly Kaye (Amy Sowden), Mason Sutcliffe (Alf Sowden), Joel Morris (William Hardcastle), Philip James Lunt (assistente in libreria), Anthony Cozens (signor Whitley), Shaun Dooley (Jeremiah Rawson), John Hollingworth (signor Abbott), Derek Lea (stick man).
- Ascolti USA: telespettatori 362 000 – rating 18-49 anni 0,10%[9]
- Ascolti UK: telespettatori 5 590 000[5]

## Le signore fanno questo?
- Titolo originale: Do Ladies Do That?
- Diretto da: Jennifer Perrott
- Scritto da: Sally Wainwright

### Trama
- Altri interpreti: John Hollingworth (signor Abbott), Louise Harding (signora Abbott), Ben Hunter (Joseph Booth), Lydia Leonard (Mariana Lawton), Amy James-Kelly (Suzannah Washington), David Sterne (vescovo), Elle McAlpine (Harriet Parkhill), Shaun Dooley (Jeremiah Rawson), Saul Marron (James Mackenzie), Emma Paetz (Catherine Rawson), Jessica Baglow (Hemingway), Albane Courtois (Eugénie), Thomas Howes (John Booth), Derek Riddell (capitano Sutherland), Katherine Kelly (Elizabeth Sutherland), Daniel Betts (Hinscliffe), Bruce Alexander (signor Parker), Rupert Vansittart (Charles Lawton), Veronica Clifford (signora Sutherland).
- Ascolti USA: telespettatori 499 000 – rating 18-49 anni 0,09%[10]
- Ascolti UK: telespettatori 5 820 000[5]

## Perché te lo sei portato?
- Titolo originale: Why've You Brought That?
- Diretto da: Sally Wainwright
- Scritto da: Sally Wainwright

### Trama
- Altri interpreti: Dino Fetscher (Thomas Beech), Emma Wrightson (Eliza Washington), Amy James-Kelly (Suzannah Washington), Rosina Carbone (Hannah Washington), George Costigan (James Holt), Michael D. Xavier (dott. Steph Belcombe), Ben Hunter (Joseph Booth), Vincent Franklin (Christopher Rawson), Bruce Alexander (signor Parker), Jessica Baglow (Hemingway), Albane Courtois (Eugénie), Katherine Kelly (Elizabeth Sutherland), Rupert Vansittart (Charles Lawton), Lydia Leonard (Mariana Lawton), Veronica Clifford (signora Sutherland), Derek Riddell (capitano Sutherland), Jodhi May (Vere Cameron), Lucy Black (Mary Sowden), Tilly Kaye (Amy Sowden), Mason Sutcliffe (Alf Sowden), Angela Clare (Watson).
- Ascolti USA: telespettatori 270 000 – rating 18-49 anni 0,04%[11]
- Ascolti UK: telespettatori 5 450 000[5]

## Stai ancora parlando?
- Titolo originale: Are You Still Talking?
- Diretto da: Sally Wainwright
- Scritto da: Sally Wainwright

### Trama
- Altri interpreti: Albane Courtois (Eugénie), Dino Fetscher (Thomas Beech), Stephanie Hyam (signorina Sophie Ferrall), George Costigan (James Holt), Grant Burgin (Joseph Mann), Caspar Phillipson (signor De Hagemann), Polly Maberly (Lady Harriet De Hagemann), Katherine Kelly (Elizabeth Sutherland), Derek Riddell (capitano Sutherland), Julie Agnete Vang (Contessa Blücher), Magnus Bruun (Conte Blücher), Dorte Rømer (Madame De Hage), Aitor Manuel Alonso (signor Arana), Fin Elholm (scudiero), Anders Bränngård (scudiero), Merete Friis (dama di compagnia), Sofie Gråbøl (regina Maria), Stephanie Cole (zia Ann Walker), Peter Davison (William Priestley), Daniel Weyman (dott. Kenny), Anthony Flanagan (Ben Sowden), Lucy Black (Mary Sowden), Ben Hunter (Joseph Booth), Jessica Baglow (Hemingway), Rosina Carbone (Hannah Washington), Emma Wrightson (Eliza Washington), Amy James-Kelly (Suzannah Washington), Felix Johnson (Dick), Tilly Kaye (Amy Sowden), Dexter Hughes (Henry Hardcastle), Joel Morris (William Hardcastle), Natalie Gavin (Alice Hardcastle), Rocco Haynes (Billy Hardcastle), Thomas Howes (John Booth), Stephen MacKenna (vicario).
- Ascolti USA: telespettatori 365 000 – rating 18-49 anni 0,06%[12]
- Ascolti UK: telespettatori 6 140 000[5]